# Henrich Suhm
Henrich (von) Suhm (5. oktober 1693 – 15. januar 1744 i København) var en dansk søofficer og guvernør, far til Anker Andreas Suhm.
Suhm var søn af Burchard Suhm. Han var guvernør i Dansk Guinea fra 27. april 1724 til 4. marts 1727, blev derpå guvernør i Dansk Vestindien 14. maj 1727 og blev i embedet indtil 21. februar 1733. Han købte sig en plantage på St. John, nr. 74 i Koralbugt-kvarteret, som han fik skøde på 16. december 1728. 1732 købte han 25 afrikanere fra to danske slaveskibe, Haabet og Grevinden af Laurvigen. Suhm endte sin karriere som schoutbynacht.
I første ægteskab ægtede han Anna Cathrin Frørup, datter af kaptajn Frørup. Anden gang ægtede han 31. juli 1739 Sophie Elisabeth Holm, født Benzon i København 11. juni 1706 som datter af renteskriver Peder Benzon og hustru Elisabeth. Efter Suhms død ægtede hun Michael Christian Ludvig Ferdinand Tønder.